# Ernst Timmer
Ernst Timmer (1954) is een Nederlands romanschrijver. 

## Werken

### 20e eeuw
In 1990 debuteerde Timmer met Het waterrad van Ribe, dat werd bekroond met het Gouden Ezelsoor voor het best verkochte debuut. In 1992 schreef hij Valetons verzamelwoede, een verhaal dat werd uitgegeven als nieuwjaarsgeschenk door uitgeverij Bert Bakker. Dit verhaal werd opgenomen in het in 1993 uitgegeven Mallen, dat bestaat uit de verhalen Mallen en Dwangposities.
Op 22 maart 1994 stierf zijn vriend Huub, een jaar later was hij hiervan nog steeds in droeve verwarring en schreef hij ter nagedachtenis het boekje Zeker feestelijker. Enkele jaren later bouwde hij hieromheen zijn roman De stille omgang (1998), waarmee hij in 1999 een Libris-nominatie verdiende. Uit het juryrapport: ‘De jury was hogelijk verrast door de effectieve combinatie van moralisme en satire, gebracht in een verhaal dat zowel amuseert als aan het denken zet. Ze vindt De stille omgang een van de beste boeken van 1998’.

### 21e eeuw
Timmers roman Zwarte ogen uit 2003 stond op de longlist voor zowel de Libris- als de AKO Literatuurprijs en werd genomineerd voor de Literatuurprijs Gerard Walschap-Londerzeel van 2004. In 2003 verscheen ook zijn verhaal Helpen verhuizen in de bundel De verhuizing, verhalen en gedichten over verhuizen samengesteld door Josje Kraamer en Vincent Schmitz.
Zijn roman Gierzwaluwen verscheen in juni 2007, gevolgd door de Noordzee opening in 2010. Ook deze laatste roman stond op de longlist voor zowel de Libris- als de AKO Literatuurprijs.
In 2012 schreef Ernst in opdracht van Gemiva, een zorgaanbieder in Zuid-Holland, het boekje De ruiten van Penrose, een bundel van 24 korte verhalen over de gehandicaptenzorg anno 2012. Inmiddels is hij webredacteur bij dat bedrijf.
In mei 2013 is zijn boek Florijn verschenen; in 2016 De val van mijn moeder en in 2020 Magma.

## Beknopte biografie
Ernst Timmer groeide op in Noordwijkerhout. Na een gestaakte studie pedagogiek in Utrecht ging hij rond zijn tweeëntwintigste in het Groene Hart van Zuid-Holland wonen. De liefde voor het Groene Hart en de Zuid-Hollandse duinen zijn voelbaar in zijn werk.